# Anatonchidae
Anatonchidae är en familj av rundmaskar. Enligt Catalogue of Life ingår Anatonchidae i ordningen Dorylaimida, klassen Adenophorea, fylumet rundmaskar och riket djur, men enligt Dyntaxa är tillhörigheten istället ordningen Mononchida, klassen Adenophorea, fylumet rundmaskar och riket djur. Enligt Catalogue of Life omfattar familjen Anatonchidae 7 arter. 
Kladogram enligt Catalogue of Life och Dyntaxa:
| Anatonchidae | \| \| Anatonchus \| \| \| \| \| \| Miconchus \| \| \| \| |
|              | \| \| Anatonchus \| \| \| \| \| \| Miconchus \| \| \| \| |
|              | Actinolaimidae                                           |
|              |                                                          |
|              | Alaimidae                                                |
|              |                                                          |
|              | Aporcelaimidae                                           |
|              |                                                          |
|              | Belondiridae                                             |
|              |                                                          |
|              | Campgdoridae                                             |
|              |                                                          |
|              | Carcharolaimidae                                         |
|              |                                                          |
|              | Cobbonchidae                                             |
|              |                                                          |
|              | Diphterophoridae                                         |
|              |                                                          |
|              | Diphtherophoridae                                        |
|              |                                                          |
|              | Dorylaimidae                                             |
|              |                                                          |
|              | Falcihastidae                                            |
|              |                                                          |
|              | Iotonchusidae                                            |
|              |                                                          |
|              | Leptonchidae                                             |
|              |                                                          |
|              | Longidoridae                                             |
|              |                                                          |
|              | Mononchidae                                              |
|              |                                                          |
|              | Mononchulidae                                            |
|              |                                                          |
|              | Nordiidae                                                |
|              |                                                          |
|              | Nygolaimellidae                                          |
|              |                                                          |
|              | Nygolaimidae                                             |
|              |                                                          |
|              | Opailaimidae                                             |
|              |                                                          |
|              | Oxydiridae                                               |
|              |                                                          |
|              | Qudsianematidae                                          |
|              |                                                          |
|              | Thornematidae                                            |
|              |                                                          |
|              | Trachypleurosidae                                        |
|              |                                                          |
|              | Trichodoridae                                            |
|              |                                                          |
|              | Tylencholaimellidae                                      |
|              |                                                          |
|              | Tylencholaimidae                                         |
|              |                                                          |
|              | Xiphinematidae                                           |
|              |                                                          |
|              | Anatonchus                                               |
|              |                                                          |
|              | Miconchus                                                |
|              |                                                          |

|  | Anatonchus |
|  |            |
|  | Miconchus  |
|  |            |